# Sun Ji
Sun Ji (Shanghai, 15 januari 1982) is een Chinees voormalig voetballer. Hij is de tweelingbroer van voetballer Sun Xiang.
Sun Ji speelde van 2002 tot en met 2010 Shanghai Shenhua, waarvoor hij 167 wedstrijden speelde en acht doelpunten maakte. Op 17 november 2006 kwam Sun Ji samen met zijn broer aan in Eindhoven. Beide spelers liepen stage bij PSV om een contract te verdienen. Uiteindelijk koos PSV ervoor om Sun Xiang een huurcontract aan te bieden. Sun Ji is vervolgens teruggekeerd naar China. Van 2010 tot en met 2012 speelde hij voor Hangzhou Nabel Greentown FC. Hij kwam drie keer uit voor het Chinees voetbalelftal.